# Morti nel 1972/Maggio
| Questa pagina contiene informazioni ricavate automaticamente dalle voci biografiche con l'ausilio del template Bio e di un bot. L'aggiornamento è periodico e automatico e ricostruisce completamente la pagina. Se manca una persona in questa lista, sei pregato di non aggiungerla, ma accertati piuttosto che la sua voce biografica contenga il template Bio e che i dati anagrafici siano correttamente compilati. Se il template Bio manca, inseriscilo tu stesso o, in alternativa, metti l'avviso {{tmp\|Bio}} che ne segnala la mancanza. Se i dati riportati sono sbagliati, correggi direttamente la voce biografica; le modifiche saranno visibili in questa lista entro pochi giorni. Per chiarimenti vedi il progetto biografie. La lista contiene solo le 88 persone che sono citate nell'enciclopedia e per le quali è stato implementato correttamente il template Bio. Pagina aggiornata al 3 mar 2024. |

- 1º maggio - Sally Kirkland, giornalista statunitense (n. 1912)
- 2 maggio - Henri Diamant-Berger, regista, sceneggiatore e produttore cinematografico francese (n. 1895)
- 2 maggio - J. Edgar Hoover, funzionario statunitense (n. 1895)
- 2 maggio - Rudolf Krupitzer, ginnasta e multiplista statunitense (n. 1879)
- 2 maggio - Ernst Zierke, militare tedesco (n. 1905)
- 3 maggio - Emil Breitkreutz, mezzofondista statunitense (n. 1883)
- 3 maggio - Bruce Cabot, attore statunitense (n. 1904)
- 4 maggio - Horst Großmann, militare tedesco (n. 1891)
- 4 maggio - Edward Calvin Kendall, chimico e biochimico statunitense (n. 1886)
- 4 maggio - Tito Manlio, paroliere italiano (n. 1901)
- 4 maggio - Giovanni Leopoldo di Sassonia-Coburgo-Gotha, filatelista tedesco (n. 1906)
- 4 maggio - Manny Ziener, attrice tedesca (n. 1887)
- 5 maggio - Roger Courtois, calciatore e allenatore di calcio francese (n. 1912)
- 5 maggio - Reverendo Gary Davis, compositore, cantante e chitarrista statunitense (n. 1896)
- 5 maggio - Franco Indovina, regista cinematografico italiano (n. 1932)
- 5 maggio - Charles Mayer, pugile statunitense (n. 1882)
- 5 maggio - Josep Samitier, calciatore e allenatore di calcio spagnolo (n. 1902)
- 5 maggio - Frank Tashlin, regista cinematografico, scrittore e disegnatore statunitense (n. 1913)
- 6 maggio - Pasquale Marconi, medico e politico italiano (n. 1898)
- 6 maggio - Paul Mehl, calciatore tedesco (n. 1912)
- 6 maggio - Fulbert Youlou, politico e presbitero della Repubblica del Congo (n. 1917)
- 7 maggio - Ralph Eugene Meatyard, fotografo statunitense (n. 1925)
- 7 maggio - Rosa Porten, attrice, sceneggiatrice e regista tedesca (n. 1884)
- 7 maggio - Franco Serantini, anarchico italiano (n. 1951)
- 8 maggio - Alberto Carocci, scrittore e giornalista italiano (n. 1904)
- 8 maggio - Bogusław Miedziński, militare, politico e giornalista polacco (n. 1891)
- 8 maggio - Giuseppe Vilardi, imprenditore, dirigente sportivo e politico italiano (n. 1899)
- 9 maggio - Evelyn Jamison, storica inglese (n. 1877)
- 9 maggio - Aleksej Zinov'evič Petrov, matematico russo (n. 1910)
- 9 maggio - Fritz Schulz, attore, regista e cantante tedesco (n. 1896)
- 10 maggio - Winifred Beamish, tennista britannica (n. 1883)
- 10 maggio - Giovanni Bertone, imprenditore e carrozziere italiano (n. 1884)
- 10 maggio - Francisco Bores, pittore spagnolo (n. 1898)
- 10 maggio - Boris Ėmmanuilovič Chajkin, direttore d'orchestra bielorusso (n. 1904)
- 10 maggio - Rhys Gemmell, tennista australiano (n. 1896)
- 10 maggio - Colonnello Toon, aviatore e militare vietnamita
- 11 maggio - E. V. Rieu, traduttore e editore britannico (n. 1887)
- 12 maggio - Lionel Penrose, psichiatra e genetista britannico (n. 1898)
- 12 maggio - Arkadij Aleksandrovič Plastov, pittore e incisore russo (n. 1893)
- 13 maggio - Dan Blocker, attore statunitense (n. 1928)
- 13 maggio - Plinio Farina, calciatore italiano (n. 1902)
- 13 maggio - Donald Killeen, mafioso statunitense (n. 1923)
- 13 maggio - Ernő Vámos, calciatore ungherese (n. 1898)
- 14 maggio - Sándor Radó, psicoanalista e medico ungherese (n. 1890)
- 15 maggio - Nigel Green, attore sudafricano (n. 1924)
- 15 maggio - Romas Kalanta, attivista lituano (n. 1953)
- 15 maggio - Michel Kayoya, presbitero, poeta e filosofo burundese (n. 1934)
- 16 maggio - Heribert von Larisch, generale tedesco (n. 1894)
- 17 maggio - Giannina Chiantoni, attrice italiana (n. 1881)
- 17 maggio - Gordon Lowe, tennista britannico (n. 1884)
- 18 maggio - Sidney Franklin, regista, produttore cinematografico e attore statunitense (n. 1893)
- 18 maggio - Silvio Polloni, pittore e disegnatore italiano (n. 1888)
- 18 maggio - Danny Whitten, cantautore e chitarrista statunitense (n. 1943)
- 19 maggio - Narciso Alonso Cortés, saggista spagnolo (n. 1875)
- 19 maggio - Nicola Groppa, magistrato italiano (n. 1890)
- 19 maggio - Armando Nisti, rugbista a 15 e allenatore di hockey su prato italiano (n. 1898)
- 19 maggio - Rito Selvaggi, compositore, direttore d'orchestra e pianista italiano (n. 1898)
- 20 maggio - Paolo Bianchi, ciclista su strada italiano (n. 1908)
- 22 maggio - Jacopo Comin, regista e sceneggiatore italiano (n. 1901)
- 22 maggio - Cecil Day-Lewis, poeta, scrittore e traduttore britannico (n. 1904)
- 22 maggio - Bernabé Ferreyra, calciatore argentino (n. 1909)
- 22 maggio - Margaret Rutherford, attrice britannica (n. 1892)
- 22 maggio - Andor Szende, pattinatore artistico su ghiaccio ungherese (n. 1886)
- 23 maggio - Richard Day, scenografo statunitense (n. 1896)
- 23 maggio - Alfréd Forbáth, architetto e urbanista ungherese (n. 1897)
- 23 maggio - Nino Pagot, fumettista, animatore e regista italiano (n. 1908)
- 23 maggio - Mercedes Santamarina, collezionista d'arte e mecenate argentina (n. 1896)
- 24 maggio - Tarcisio Vincenzo Benedetti, vescovo cattolico italiano (n. 1899)
- 24 maggio - Edwin Dutton, calciatore tedesco (n. 1890)
- 24 maggio - Ettore Fecchi, paroliere, sceneggiatore e regista italiano (n. 1911)
- 24 maggio - Asta Nielsen, attrice danese (n. 1881)
- 26 maggio - Armandinho, calciatore brasiliano (n. 1911)
- 26 maggio - Edna Goodrich, attrice cinematografica statunitense (n. 1883)
- 27 maggio - Luigi De Manes, allenatore di calcio e calciatore italiano (n. 1900)
- 27 maggio - José Garibi y Rivera, cardinale e arcivescovo cattolico messicano (n. 1889)
- 27 maggio - David Hall, mezzofondista statunitense (n. 1875)
- 27 maggio - Mohammed Karim, regista, sceneggiatore e montatore egiziano (n. 1896)
- 28 maggio - Edoardo VIII del Regno Unito, re britannico (n. 1894)
- 28 maggio - Violette Leduc, scrittrice francese (n. 1907)
- 29 maggio - Moe Berg, giocatore di baseball e agente segreto statunitense (n. 1902)
- 29 maggio - Lucian Bernhard, pubblicitario tedesco (n. 1883)
- 29 maggio - Francesco Delpiano, presbitero, missionario e architetto italiano (n. 1930)
- 29 maggio - Prithviraj Kapoor, attore indiano (n. 1901)
- 29 maggio - Gaetano Piccinini, presbitero italiano (n. 1904)
- 29 maggio - Stephen Timoshenko, ingegnere e matematico statunitense (n. 1878)
- 29 maggio - Emma Vecla, cantante lirica francese (n. 1877)
- 31 maggio - Walter Jackson Freeman II, medico e neurologo statunitense (n. 1895)
- 31 maggio - Verenin Grazia, sindacalista, partigiano e politico italiano (n. 1898)